# Станфорд (ЮАР)
Станфорд (африк. и англ. Stanford) — деревня на юго-западе Южно-Африканской Республики, на территории Западно-Капской провинции. Входит в состав района Оферберх. Является частью местного муниципалитета Оферстранд.

## История
Деревня была основана в 1857 году на землях фермы Роберта Станфорда, по фамилии которого получила своё название.

## Географическое положение
Деревня расположена в южной части провинции, на левом берегу реки Клейн, на расстоянии приблизительно 81 километра (по прямой) к юго-востоку от Кейптауна, административного центра провинции. Абсолютная высота — 24 метра над уровнем моря.

## Климат
Климат деревни субтропический средиземноморский. Среднегодовое количество осадков — 444 мм. Наибольшее количество осадков выпадает в период с апреля по октябрь. Средний максимум температуры воздуха варьируется от 16,5 °C (в июле), до 25,5 °C (в январе). Самым холодным месяцем в году является июль. Средняя минимальная ночная температура для этого месяца составляет 6,8 °C.

## Население
По данным официальной переписи 2011 года, население Станфорда составляло 4797 человек, из которых мужчины составляли 50,03 %, женщины — соответственно 49,97 %. В расовом отношении цветные составляли 60,31 % от населения деревни, негры — 29,08 %, белые — 9,65 %, азиаты (в том числе индийцы) — 0,23 %, представители других рас — 0,71 %. Наиболее распространёнными среди жителей языками были: африкаанс (65,79 %), коса (25,33 %) и английский (6,69 %).

## Транспорт
Через деревню проходит региональное шоссе R43 и берёт начало региональное шоссе R326.